# Milho doce

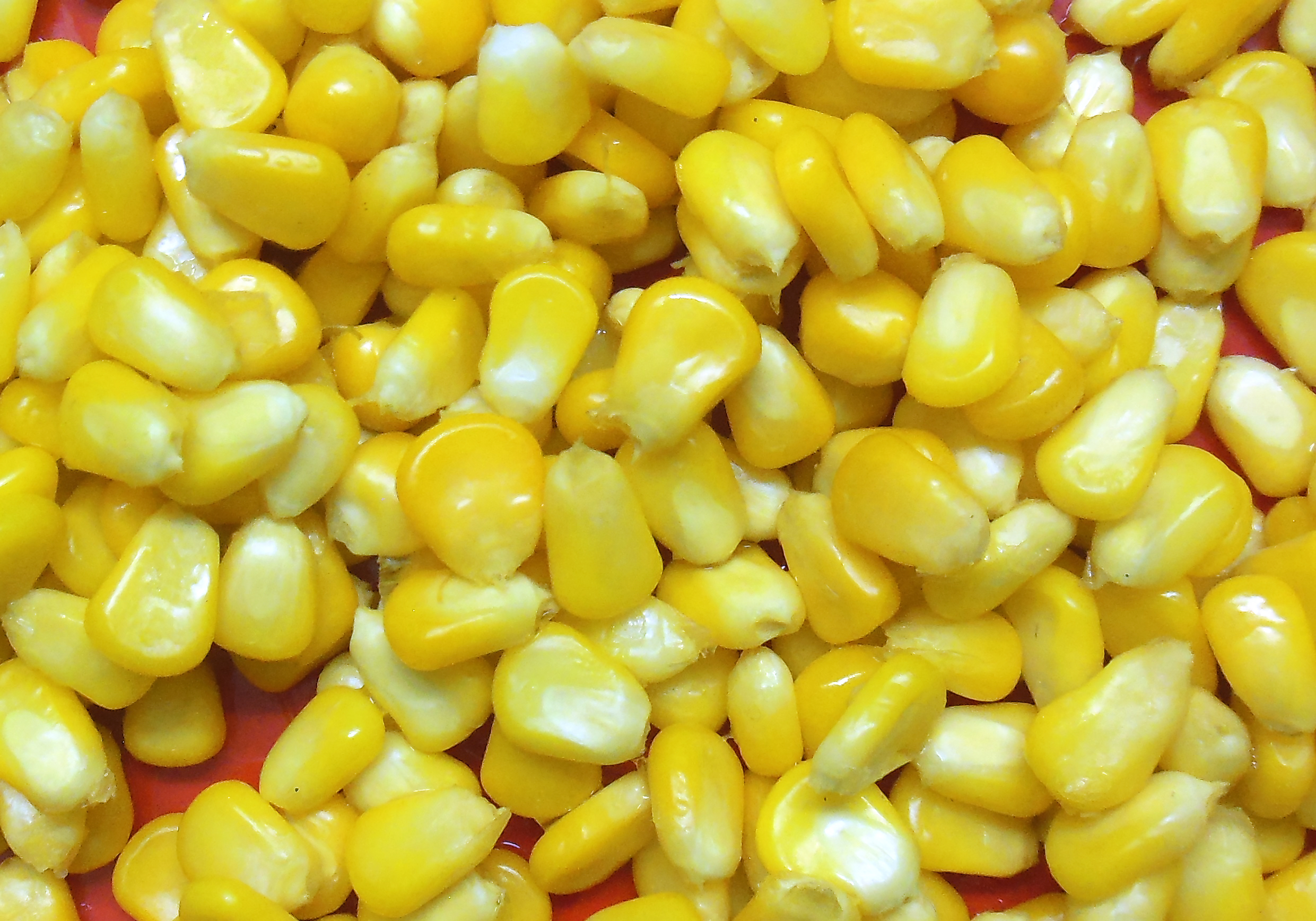
Grãos soltos de milho doce.

O milho doce (Zea mays convar. saccharata var. rugosa) é uma variedade de milho cultivada para consumo humano com alto teor de açúcar. O milho doce é o resultado de uma mutação recessiva de ocorrência natural nos genes que controlam a conversão de açúcar em amido dentro do endosperma do grão de milho. O milho doce é colhido quando ainda está imaturo (estágio de leite) e preparado e consumido como uma verdura, em vez do milho do campo, que é colhido quando os grãos estão secos e maduros (estágio dentado). Como o processo de maturação envolve a conversão de açúcar em amido, o milho doce é difícil de ser armazenado e deve ser consumido fresco, enlatado ou congelado, antes que os grãos se tornem duros e ricos em amido.
É um dos seis principais tipos de milho, sendo os outros o milho dentado, o milho duro, o milho verde, o milho pipoca e o milho farináceo.

De acordo com o USDA, 100 gramas de milho doce amarelo cru contêm 3,43 g de glicose, 1,94 g de frutose e 0,89 g de sacarose.

## História
Em 1493, Cristóvão Colombo retornou à Europa com sementes de milho, embora essa revelação não tenha sido bem-sucedida devido à educação inadequada sobre como produzir milho. O milho doce ocorre como uma mutação espontânea no milho do campo e era cultivado por várias tribos nativas americanas. O cultivo europeu do milho doce ocorreu quando as tribos iroquesas cultivaram o primeiro milho doce registrado (chamado "Papoon") para os colonizadores europeus em 1779. Logo se tornou um alimento popular nas regiões sul e central dos Estados Unidos.

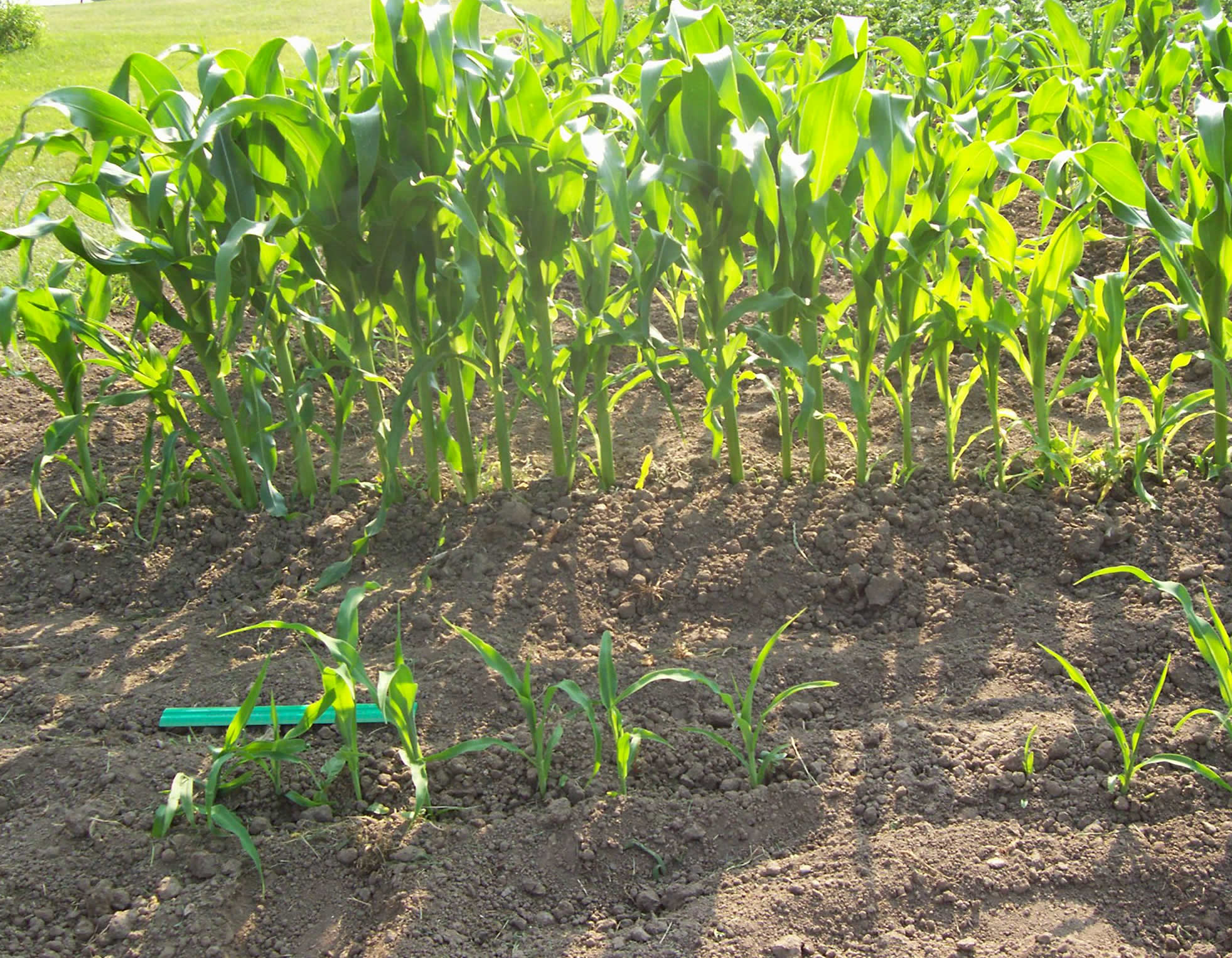
Milho doce jovem.

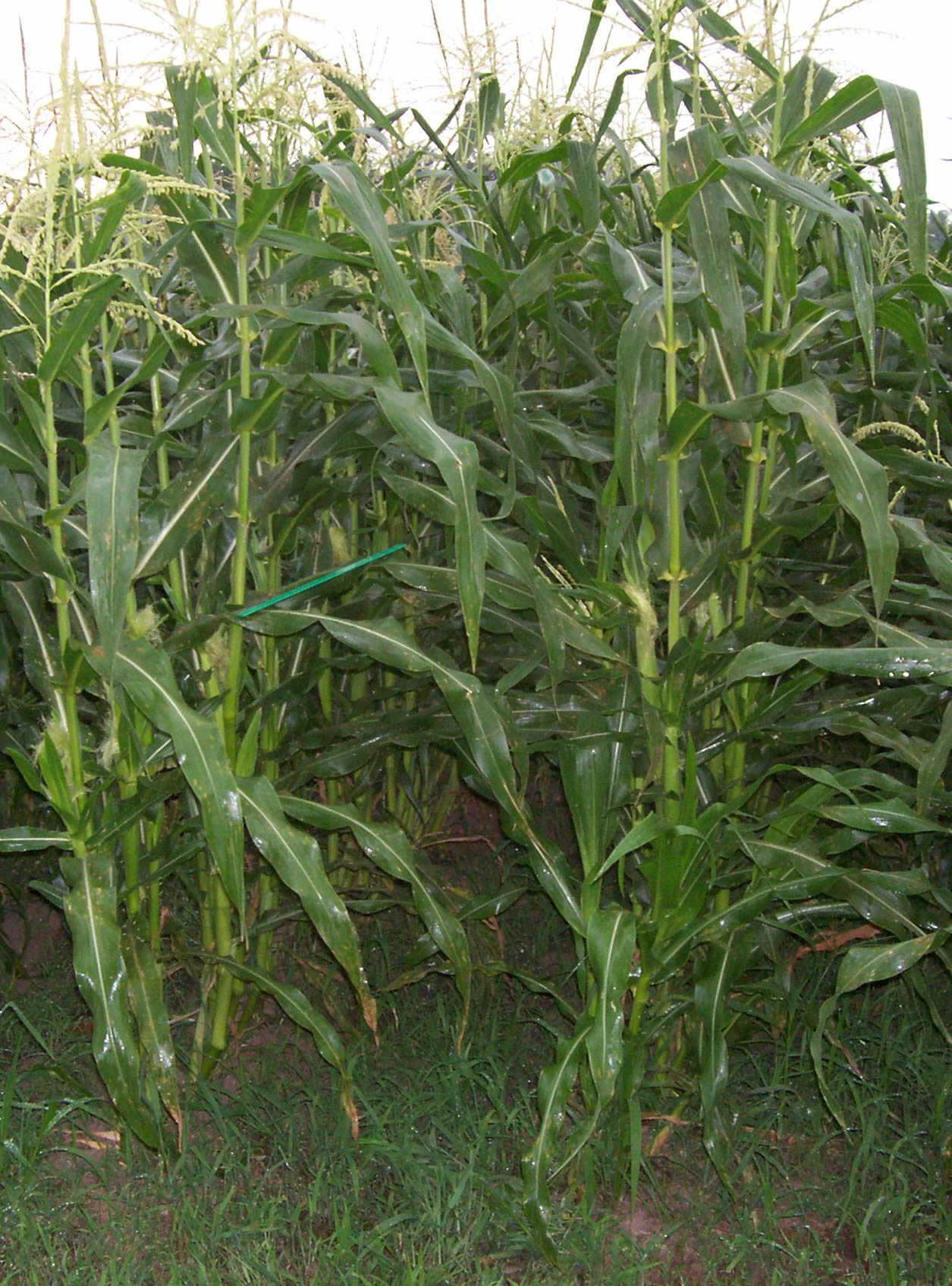
As mesmas fileiras de milho 41 dias depois, na maturidade.

As cultivares de polinização aberta de milho doce branco começaram a se tornar amplamente disponíveis nos Estados Unidos no século XIX. Duas das cultivares mais duradouras, ainda disponíveis atualmente, são a 'Country Gentleman' (um milho Shoepeg com grãos pequenos em fileiras irregulares) e a 'Stowell's Evergreen'.
A produção de milho doce no século XX foi influenciada pelos seguintes desenvolvimentos importantes:
- a hibridização permitiu um amadurecimento mais uniforme, melhor qualidade e resistência a doenças.
  - Em 1933, foi lançado o "Golden Cross Bantam". Ele é importante por ser o primeiro híbrido de cruzamento único bem-sucedido e o primeiro desenvolvido especificamente para resistência a doenças (nesse caso, a murcha de Stewart).[7]

- identificação das mutações genéticas separadas responsáveis pela doçura no milho e a capacidade de criar cultivares com base nessas características:
  - su (açucarado normal).
  - se (açucarado melhorado, originalmente chamado de Everlasting Heritage).
  - sh2 (shrunken-2).[8]

Atualmente, existem centenas de cultivares, com mais cultivares sendo desenvolvidas constantemente.

## Anatomia
O fruto da planta do milho doce, do tipo cariopse, contém os grãos de milho. A espiga é um conjunto de grãos na espiga. Como o milho é uma monocotiledônea, há sempre um número par de fileiras de grãos. A espiga é coberta por folhas bem enroladas, chamadas de palha. O nome das flores pistiladas é chamado de cabelo, que emergem da palha. A palha e o cabelo são removidas manualmente, antes da fervura, mas não necessariamente antes da torrefação, em um processo chamado de descascamento ou despeliculamento.

## Consumo
Na maior parte da América Latina, o milho doce é tradicionalmente consumido com feijão. Embora tanto o milho quanto o feijão contenham todos os 9 aminoácidos essenciais, o consumo de uma grande variedade de alimentos em um dia que inclua grãos e feijões garante o equilíbrio correto dos aminoácidos essenciais. No Brasil, o milho doce cortado das espigas é geralmente consumido com ervilhas (onde essa combinação, dada a praticidade dos grãos enlatados cozidos no vapor em uma dieta urbana, é um acréscimo frequente a diversas refeições, como saladas, ensopados, arroz branco temperado, risotos, sopas, massas e cachorros-quentes com salsicha inteira).
Na Malásia, existe uma variedade exclusiva da região das terras altas de Cameron chamada "pearl corn" (milho pérola). Os grãos são brancos e brilhantes, lembrando pérolas, e podem ser consumidos crus da espiga, embora muitas vezes sejam cozidos em água e sal.
Nas Filipinas, os grãos de milho doce cozidos são servidos quentes com margarina e queijo em pó como um lanche barato vendido por vendedores ambulantes.
Da mesma forma, na Indonésia, o milho doce é tradicionalmente moído ou embebido em leite, o que torna disponível a vitamina B niacina no milho, cuja ausência levaria à pelagra; no Brasil, uma combinação de milho doce moído e leite também é a base de vários pratos conhecidos, como a pamonha e o curau, semelhante a um pudim, enquanto o milho doce consumido diretamente da espiga tende a ser servido com manteiga.
Na Europa e na Ásia, o milho doce é frequentemente usado como cobertura de pizza ou em saladas. Milho na espiga é uma espiga de milho doce que foi cozida, cozida no vapor ou grelhada inteira; os grãos são cortados e comidos ou comidos diretamente da espiga. Creme de milho é o milho doce servido em um molho de leite ou creme. O milho doce também pode ser consumido como milho para bebê. A sopa de milho pode ser feita adicionando-se água, manteiga e farinha, com sal e pimenta para temperar.
Nos Estados Unidos, o milho doce é consumido como verdura cozida no vapor ou na espiga, e geralmente é servido com manteiga e sal. Ele pode ser encontrado na culinária Tex-Mex em chili, tacos e saladas. O milho misturado e cozido com feijão-de-lima é uma forma de succotash. O milho doce é um dos vegetais mais populares nos Estados Unidos, sendo mais popular nas regiões sul e central do país, e pode ser comprado fresco, enlatado ou congelado. O milho doce está entre as dez principais verduras em valor e consumo per capita.
Se forem deixados para secar na planta, os grãos podem ser retirados da espiga e cozidos em óleo, onde, diferentemente da pipoca, eles se expandem até cerca do dobro do tamanho original do grão e são frequentemente chamados de nozes de milho.

### Benefícios para a saúde

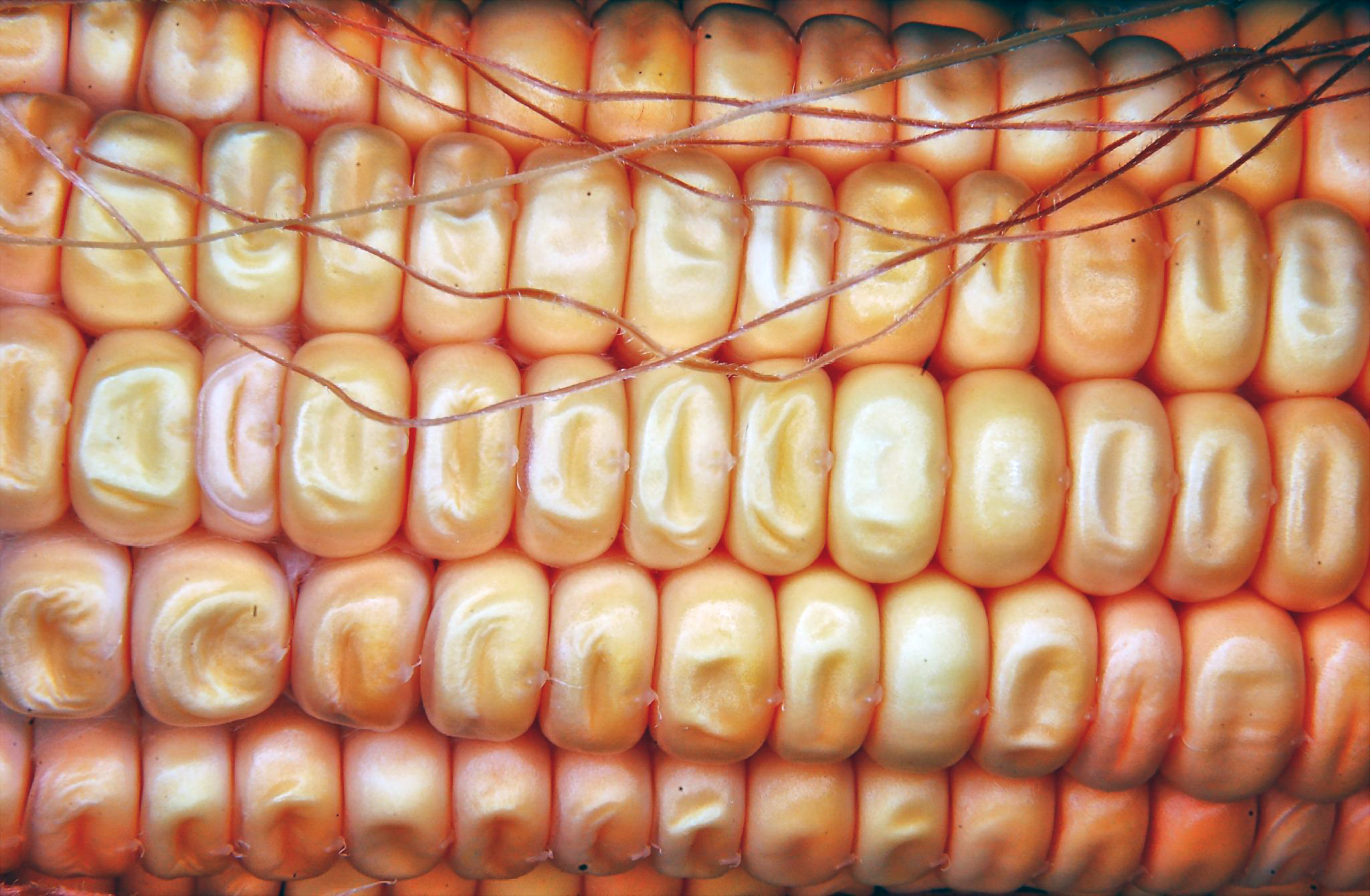
Milho doce maduro demais.

O cozimento do milho doce aumenta os níveis de ácido ferúlico, que tem propriedades anticancerígenas.

## Cultivares
O milho de polinização aberta (não híbrido) foi substituído em grande parte no mercado comercial por híbridos mais doces e precoces, que também têm a vantagem de manter o sabor doce por mais tempo. Esses cultivares são melhores quando cozidos em até 30 minutos após a colheita. Apesar de seu curto período de armazenamento, muitas cultivares de polinização aberta, como a 'Golden Bantam', continuam populares entre os jardineiros domésticos e mercados especializados ou são comercializadas como sementes de herança. Embora menos doces, elas são frequentemente descritas como mais tenras e saborosas do que as híbridas.

### Genética

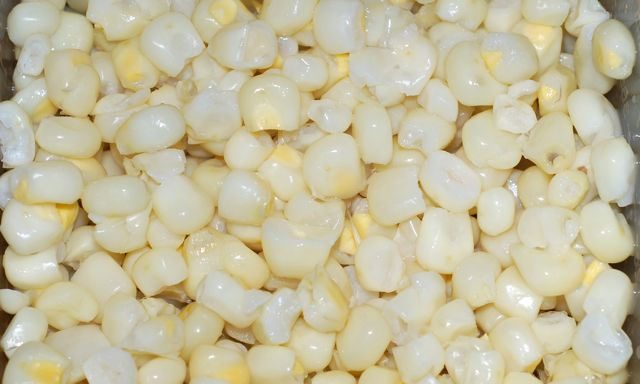
Milho doce branco cortado. "Shoepeg" é uma cultivar popular dos anos 1900.

As primeiras cultivares, incluindo as usadas pelos nativos americanos, eram o resultado do alelo mutante su ("açucarado") ou su1 (O22637) de uma isoamilase. Elas contêm cerca de 5-10% de açúcar por peso. Essas variedades são suculentas devido ao conteúdo de fitoglicogênio, mas perdem açúcar rapidamente após a colheita, com o conteúdo caindo pela metade em 24 horas.
Os milhos superdoces são cultivares de milho doce que produzem níveis de açúcar acima do normal, desenvolvidos pelo professor da Universidade de Illinois em Urbana-Champaign, John Laughnan. Ele estava investigando dois genes específicos no milho doce, um dos quais, a mutação sh2 (P55241, uma adenililtransferase de glicose-1-fosfato), fazia com que o milho murchasse quando seco. Após mais investigações, Laughnan descobriu que o endosperma dos grãos de milho doce sh2 armazenava menos amido e de 4 a 10 vezes mais açúcar do que o milho doce normal. Ele publicou suas descobertas em 1953, revelando as vantagens do cultivo do milho doce superdoce, mas muitos criadores de milho não se entusiasmaram com o novo milho superdoce devido ao fato de que o desfolhamento das sementes reduzia a taxa de germinação.
A Illinois Foundation Seeds Inc. foi a primeira empresa de sementes a lançar um milho superdoce, chamado "Illini Xtra Sweet", mas o uso generalizado de híbridos superdoces só ocorreu no início da década de 1980. A popularidade do milho superdoce aumentou devido à sua longa vida útil e ao grande teor de açúcar quando comparado ao milho doce convencional. Isso permitiu o transporte de longa distância do milho doce e possibilitou que os fabricantes enlatassem o milho doce sem adicionar açúcar ou sal. O melhoramento genético resolveu o problema da taxa de germinação, mas ainda é verdade que o milho sh2 é menos suculento do que seus equivalentes su. As cultivares sh2-i ("shivel2-intermediate") em desenvolvimento exploram uma mutação diferente no mesmo gene para tentar criar variedades que sejam suculentas e doces.
A terceira mutação genética a ser descoberta é a se (ou se1) para o alelo "sugary enhanced", responsável pelas chamadas cultivares "Everlasting Heritage", como a 'Kandy Korn'. As cultivares com os alelos se têm uma vida útil de armazenamento mais longa e contêm de 12 a 20% de açúcar. O gene para se1 foi localizado.

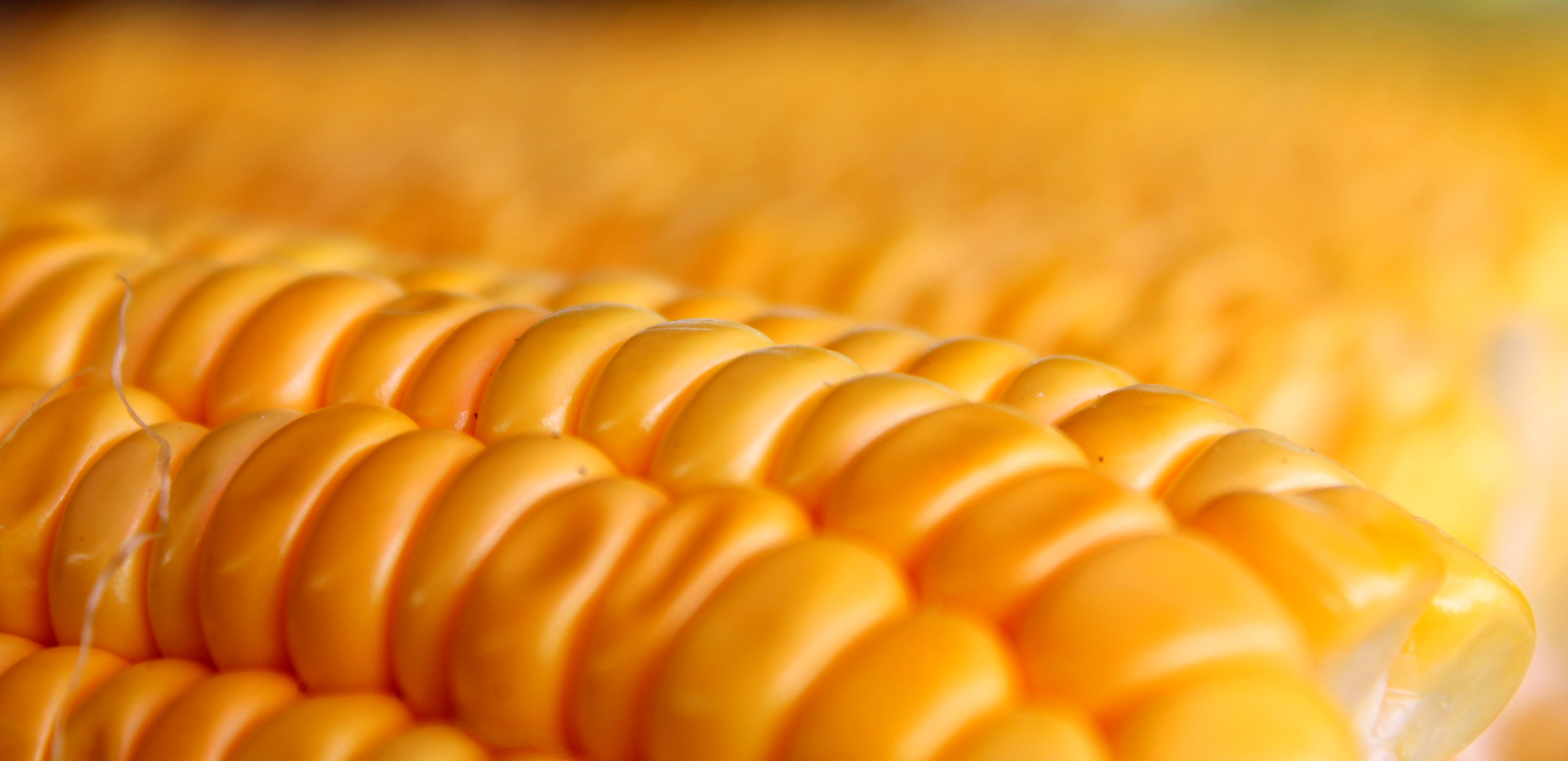
O cozimento torna o milho doce amarelo dourado.

Todos os alelos responsáveis pelo milho doce são recessivos, portanto, ele deve ser isolado de outros milhos, como o milho do campo e o milho pipoca, que liberam pólen ao mesmo tempo; o endosperma se desenvolve a partir de genes de ambos os pais, e os grãos heterozigotos serão duros e ricos em amido. Os alelos se e su não precisam ser isolados um do outro. No entanto, as cultivares superdoces que contêm o alelo sh2 devem ser cultivadas isoladamente de outras cultivares para evitar a polinização cruzada e o amido resultante, seja no espaço (várias fontes citam distâncias mínimas de quarentena de 30 a 120 m) ou no tempo (ou seja, o milho superdoce não poliniza ao mesmo tempo que outros milhos em campos próximos).
Os métodos modernos de reprodução também introduziram cultivares que incorporam vários tipos de genes:
- sy (para sinérgico) adiciona o gene sh2 a alguns grãos (geralmente 25%) na mesma espiga que uma base se (homozigótica ou heterozigótica).
- o sh2 aumentado acrescenta os genes se e su a um pai sh2.

Muitas vezes, os produtores de sementes dos tipos sy e sh2 aumentado usam nomes de marcas ou marcas registradas para distinguir essas cultivares em vez de mencionar a genética por trás delas. Geralmente, essas marcas ou marcas registradas oferecem uma opção de cultivares brancas, bicolores e amarelas que, de outra forma, têm características muito semelhantes.

### Milho geneticamente modificado
O milho doce geneticamente modificado está disponível para produtores comerciais para resistir a determinados insetos ou herbicidas, ou ambos. Essas variedades transgênicas não estão disponíveis para produtores domésticos ou de pequenas áreas devido aos protocolos que devem ser seguidos em sua produção.